# Mankoč
Mankoč je priimek več znanih Slovencev:

## Pomembni nosilci priimka
- Ivan Mankoč (1855—1923), veletrgovec z lesom v Trstu
- Jakob Mankoč (1812—1900), veletrgovec z lesom v Trstu
- Milka Mankoč (1866—1954), narodnoobrambna delavka
- Peter Mankoč (*1978), plavalec